# Educação em Revista
A Educação em Revista é um periódico científico editado pelo Programa de Pós-graduação em Educação da Faculdade de Educação da Universidade Federal de Minas Gerais. Publicada desde 1985, faz parte da Coleção do Scielo e está indexada em vários indexadores como Latindex e DOAJ.